# Словенски савез
Националсоцијалистички покрет „Словенски савез“ (рус. Национал-социалистическое движение "Славянский союз"),  или једноставно Словенски савез, била је руска неонацистичка организација коју је 1999. основао Дмитриј Демушкин. Године 2010. забранио га је Градски суд у Москви.

## Историја
Словенски савез је у септембру 1999. године основао Дмитриј Демушкин.
Московски градски суд забранио је Словенску унију 27. априла 2010. године након оптужби тужилаца да та група промовише националсоцијализам „идејама сличним идеологији нацистичке Немачке“. Одговарајући на забрану 27. априла, Демушкин је приметио да је Словенски савез„забрањен у целој Русији“ и назначио да ће вишем законском органу  „дефинитивно“ бити упућена жалба. Од тада, група је остала активна, али испод радара.
У септембру 2010. године појавила се информација да је организација наводно отворила канцеларије у Норвешкој. Ово је објављено када се Вјачеслав Дацик појавио код норвешких имиграционих власти тражећи политички азил. Дацик је непосредно пре тога побегао из менталне установе у близини Санкт Петербурга и верује се да је стигао у Норвешку на броду за трговину оружјем. Њега је заједно са још две особе ухапсила норвешка полиција под сумњом да је повезан са организованим криминалом.